# Tres violinistas
Tres violinistas (del inglés: Fiddlers Three) es una obra de teatro escrita por la novelista de crimen y misterio Agatha Christie en 1972.
Originalmente bautizada como Fiddlers Five (Cinco violinistas), fue escrita en 1971, para que, un año más tarde, su autora decidiera amalgamar algunos de los personajes para reducir el número de violinistas. Fue la última pieza teatral escrita por La Reina del Crimen.

## Trama
Es de suma importancia que un empresario como Jonathan Panhacker siga vivo hasta el miércoles 18, ya que tiene un acuerdo financiero con su hijo, Henry, para heredar cien mil libras. Cuando muere de forma inesperada, los tres violinistas conspiran para cerciorarse de que siga <<vivo>> durante unos días más.
- Datos: Q3446024